# Pekanbaru
Pekanbaru è una città dell'Indonesia, capoluogo e centro più popoloso della provincia di Riau, nel centro dell'isola di Sumatra in Indonesia.

## Geografia fisica

### Territorio
La città si trova nella parte centrale dell'isola di Sumatra, a circa 120 km dallo Stretto di Malacca, nel lato orientale, e a circa 200 km dalla costa occidentale dell'oceano Indiano. Dista solo 55 km dall'equatore.
Si estende su una superficie di 632,26 km² ed è bagnata dal corso del fiume Siak. Ha una forma irregolare, leggermente allungata nella direzione sudovest-nordest. È situata nella parte centrale della provincia di Riau.

### Clima
Il clima è equatoriale e umido, la stagione delle piogge dura da settembre ad aprile . Le precipitazioni medie mensili variano da 50 mm a 178 mm e l'umidità relativa indicativamente dal 46% al 100%, con una media di 79-83%. La temperatura media tra le minime e le massime giornaliere non è inferiore ai 27 °C, senza oscillazioni annuali .

## Storia

### Periodo precoloniale
Le prime notizie di insediamenti nel territorio di Pekanbaru appartengono al XVII secolo, quando dal piccolo villaggio di pescatori di Payungsekaki gli abitanti si spostarono su un grande insediamento chiamato Senapelan a causa di condizioni climatiche sfavorevoli. Il nome "Senapelan" venne assegnato al nuovo insediamento ed è considerato il luogo attorno al quale Pekanbaru si sviluppò.
Nel 1720 Senapelan divenne parte del regno del Sultano di Siak, che decise di stabilire lì la sua residenza. In seguito, la città si allargò notevolmente, ampliandosi grazie all'immigrazione di abitanti dei villaggi vicini attirati dalla prosperità economica della città, diventando il principale centro economico del Sultanato.
Il Sultanato di Siak, comunque, era soggetto al Sultanato di Johor, del quale era una specie di vassallo.

### Periodo coloniale
A metà del XVIII secolo, il Sultano di Johor fu affrontato militarmente dalla Compagnia olandese delle Indie orientali. Dopo una serie di scontri sanguinosi, firmò un trattato di pace, cedendo il territorio di Siak ai colonialisti.
Sotto il dominio olandese, il regno di Siak mantenne una discreta indipendenza e visse un notevole sviluppo infrastrutturale.
Nel 1760 vennero costruiti il Palazzo del Sultano e una grande moschea. Nel 1775 la capitale del Sultanato venne ufficialmente spostata a Senapelan e ciò portò un ulteriore impulso allo sviluppo della città.
Il sultano Abdul Jalil Alamudin Syah tentò di rendere la città il più grande centro commerciale dell'isola, istituendovi una grande fiera commerciale. Non ebbe successo, ma nel 1780 il figlio del sultano, Muhammad Ali, riuscì nell'intento. Questo notevole successo portò al cambio del nome della città in Pekambaru (in lingua indonesiana Pekan, fiera, e Baru, nuovo) il 23 giugno del 1784: questo giorno è considerato la data ufficiale di fondazione di Pekambaru.
Col fallimento della Compagnia olandese nel 1798, la città passò sotto il controllo diretto del governo dei Paesi Bassi, divenendo di fatto Indie orientali olandesi, e poi, temporaneamente, sotto la Francia di Napoleone. Le rivalità tra inglesi e francesi in Europa comportarono conflitti nell'isola di Sumatra e l'influenza politica olandese su Pekanbaru scemò sensibilmente. Dopo l'indipendenza dei Paesi Bassi nel 1814, il controllo della città perse di vigore e i cittadini lottarono a lungo per la propria indipendenza dai coloni. La città stette sotto il debole controllo coloniale fino agli inizi della seconda guerra mondiale.

### Occupazione giapponese
A febbraio del 1942 l'esercito giapponese occupò la città e tutta l'isola. I giapponesi favorirono lo sviluppo delle infrastrutture, soprattutto per facilitare la logistica per le esportazioni verso la madrepatria. In questo periodo venne realizzata una linea ferroviaria di 200 km che collega Pekambaru fino al mare.

### Indipendenza
Con la capitolazione dell'impero giapponese, nel 1945 il sultano Syarif Kasim II annesse il territorio al suo dominio e la città divenne il centro amministrativo dell'isola. Negli anni successivi ci fu ancora un tentativo degli olandesi di riprendere il controllo, ma gli scontri terminarono con gli accordi di Renville, facilitati dalla neonata Organizzazione delle Nazioni Unite, che di fatto sancirono la nascita dell'Indonesia.

## Economia
Pekanbaru è stato un importante centro economico sin dalla sua fondazione. Si sviluppò nel periodo coloniale grazie al commercio del caffè e del carbone ed ebbe un boom agli inizi del XX secolo grazie alla scoperta di giacimenti petroliferi.

### Agricoltura
Nonostante l'agricoltura rappresenti meno dell'1% del PIL cittadino, il numero dei dipendenti è relativamente alto; infatti più di 16.000 persone, oltre il 4% della popolazione attiva, è impiegato in questo settore. All'inizio del 2009, i terreni dedicati all'uso agricolo erano circa 30.000 ettari, soprattutto nelle zone periferiche. Le principali colture sono manioca, melanzane, cetrioli, spinaci, fagioli, patate dolci e frutta. Si coltivano anche palme dedicate alla produzione dell'olio.
Per quanto concerne l'allevamento, la maggior parte della produzione è legata all'allevamento bovino, ovino e del pollame, da cui si ricava carne, latte e uova. Meno diffusa è la coltura di pesce di allevamento, anche se la produzione da allevamento è maggiore della pesca da fiume.

### Industria
La produzione industriale provvede a più del 20% del PIL urbano. Il settore impiega 28.369 cittadini, circa il 7,3% della popolazione attiva, la maggior parte dei quali sono dipendenti di piccole imprese o artigiani.
La base del settore urbano è la raffinazione del petrolio, materia prima che viene estratta dai campi circostanti appartenenti ad uno dei più grandi pozzi dell'Indonesia. La maggior parte della capacità di raffinazione è di proprietà di "Chevron Pacific Indonesia", una filiale della americana Chevron, la cui sede si trova in città; degna d'importanza è anche la compagnia petrolifera nazionale indonesiana "Pertamina".